# Comuna de Brzeziny
Brzeziny (polaco: Gmina Brzeziny) é uma gminy (comuna) na Polónia, na voivodia de Grande Polónia e no condado de Kaliski. A sede do condado é a cidade de Brzeziny.
De acordo com os censos de 2004, a comuna tem 5871 habitantes, com uma densidade 46,2 hab/km².

## Área
Estende-se por uma área de 127,05 km², incluindo:
- área agricola: 52%
- área florestal: 42%

## Demografia
Dados de 30 de Junho 2004:
|                      | Total   | Total | Mulheres | Mulheres | Homens  | Homens |
| -------------------- | ------- | ----- | -------- | -------- | ------- | ------ |
|                      | pessoas | %     | pessoas  | %        | pessoas | %      |
| População            | 5871    | 100   | 2941     | 50,1     | 2930    | 49,9   |
| Densidade (pop./km²) | 46,2    | 100   | 23,1     | 23,1     | 23,1    | 23,1   |

De acordo com dados de 2002, o rendimento médio per capita ascendia a 1359,82 zł.

## Subdivisões
- Aleksandria, Brzeziny, Czempisz, Dzięcioły, Fajum, Jagodziniec, Jamnice, Moczalec, Ostrów Kaliski, Pieczyska, Piegonisko-Pustkowie, Piegonisko-Wieś, Przystajnia, Przystajnia-Kolonia, Rożenno, Sobiesęki, Wrząca, Zagórna, Zajączki.

## Comunas vizinhas
- Błaszki, Brąszewice, Czajków, Godziesze Wielkie, Kraszewice, Sieroszewice, Szczytniki